# Coleophora salicivorella
Coleophora salicivorella é uma espécie de mariposa do gênero Coleophora pertencente à família Coleophoridae.